# Gencsapáti
Gencsapáti je vas na Madžarskem, ki upravno spada pod podregijo Szombathelyi Železne županije.